# Rainer Borkowsky
Rainer Borkowsky (ur. 19 października 1942 we Frankfurcie nad Menem) – niemiecki wioślarz, sternik, srebrny medalista olimpijski.
Wystąpił na igrzyskach olimpijskich w Melbourne w 1956, gdzie Wspólna Reprezentacja Niemiec w składzie: Karl-Heinrich von Groddeck, Horst Arndt i Rainer Borkowsky (sternik) zdobyła srebrny medal w dwójkach ze sternikiem. W finale o 3,1 sekundy przegrali z osadą USA, a o 4,9 sekundy wyprzedzili osadę ZSRR. Był to jego jedyny start olimpijski.
Ponadto zwyciężał w dwójkach ze sternikiem na mistrzostwach Europy w Bledzie (1956) i mistrzostwach Europy w Duisburgu (1957).
Wielokrotnie stawał na podium mistrzostw kraju, w tym zwyciężał w dwójkach ze sternikiem w latach 1956-1957.